# Боро Капетановић
Боро Капетановић (Горње Соколово, данас општина Рибник, 16. септембар 1953) српски је пјесник и књижевник.

## Биографија
Основну школу завршио је у Санском Мосту, а средњу трговачку у Приједору. Од 1972. дјелује као слободни умјетник и објављује у дневној, омладинској, студентској, ревијалној и књижевној штампи. Неке од преко 40 његових књига штампане су у више издања. Његова дјела увршћена су у читанке, школску лектиру, антологијске изборе поезије и превођена су на стране језике. Добитник је многобројних награда за поезију, међу којима су: „Слово Горчина“, „Гораново прољеће“ (1979), „Пјесник – свједок времена“, „Станко Ракита“ (2016). Рат у Босни и Херцеговини 1992–1995. провео је као припадник Војске Републике Српске. Живио је у Санском Мосту до 10. октобра 1995, када је избјегао у Бању Луку.

## Награде и признања
- Младост сутјеске (1974)
- Млада Козара (1976)
- Песник месеца (у избору Б. Петровића, Фронт Београд, 1976)
- Књижевна омладина БиХ (1976; 1977; 1981)
- Поткозјачки књижевни сусрети (1978)
- Пјесник године (1978)
- Мак диздар (за књигу Црнка и љешник, 1978)
- Гораново прољеће (1979)
- Видовдански песнички сусрети (1996)
- Сарајевски дани поезије (за књигу Џез рата, 1999)
- Министарство просвјете и културе Републике Српске (за књигу Цурице, 2002)
- Министарство просвјете и културе Републике Српске (за књигу Шампиони паланачких тротоара, 2003)
- Министарство просвјете и културе Републике Српске (за књигу Брашно и блато, 2005)
- Награда „Печат вароши сремскокарловачке”, за књигу песама Брашно и блато, 2006.
- Министарство просвјете и културе Републике Српске (за књигу Сумраци изнад снијега, 2008)
- Награда града Бања Луке и Књижевника Републике Српске (2009)
- Песма над песмама (Мркоњић Град, 2016)
- Станко Ракита (Бања Лука, 2016)

### Поезија
- Песмовано доба (1974)
- Како се калио Боро (1976)
- Црнка и љешник (1982)
- Брашно и блато (2003)
- Труње (2006), Луг (2007)
- Сумраци изнад снијега (2008)
- Говор песка (2010)
- Муљ (2016)
- Нису ласте будаласте (песме за децу, 2005)
- Једна чичка и два чичка (песме за децу, 2016)
- Јесен дивљег коња (2016)
- Осама у Мађиру (2013)

### Проза
- Шампиони паланачких тротоара (2003)
- Капетаница и блентов (2006)
- Приче са споре реке (2007)
- Убијање мува у Доџу (2011)
- Нешто мало изнад ништа много (2015)

### Биљешке
- Авион пада шта ћемо сада (2004)
- Учење о три уметања (2008)
- Кино у Кини (козерије, 2010)

## Љубавна лирика ругалице и поезија у прози
- Хероји досаде (2000)
- Деца простора (2001)
- Цурице (2002)
- Љубав на отвореној прузи (2007)
- Мрестилиште (2008)

### Љубавна поезија и еротске ругалице
- Пастухове елегије (1987)
- Дрипачки ноктурно (1997)
- Песме о девојкама скупог зноја и јефтиног парфема (2007)
- Једна песма и пет писама за Јелену (2009)

## Патриотска поезија
- Ветраново причешће и књига о бику (1994)
- Џез рата (1995)
- Далеко је Сана ривер (1997)
- Риж и барут (2003)
- Јасеновац (2007)
- Четири црне ливаде (2009)
- Песме о Санском Мосту (2009)
- Лирика рата (2013)